# بتيلياني أويسي الورق
بتيلياني أويسي الورق (الاسم العلمي:Pteleopsis myrtifolia) هو نوع نباتي يتبع جنس البتيلياني من الفصيلة القمبريطية.